# Australsk ravn
Australsk ravn (latin: Corvus coronoides) er en kragefugl, der lever i Australien.